# ريتشل فيتز
ريتشل فيتز (بالإنجليزية: Rachel Fitz) هي منافسة ألعاب القوى مالطية، ولدت في 4 مايو 1995.

## وصلات خارجية
- ريتشل فيتز على موقع الاتحاد الدولي لألعاب القوى (الإنجليزية)
- ريتشل فيتز على موقع اتحاد ألعاب الكومنولث (مؤرشف) (الإنجليزية)